# Говинда Госвами
Бха́кти Су́ндар(а) Гови́нда Де́в(а)-Госва́ми (англ. Bhakti Sundar Govinda Deva Goswami, 17 декабря 1929, Брахманпара, округ Бурдван, Бенгалия — 26 марта 2010, Навадвипа, Западная Бенгалия) — вайшнавский религиозный деятель, гуру и богослов; ученик Б. Р. Шридхары Госвами, руководитель религиозной организации «Шри Чайтанья Сарасват Матх» с 1985 по 2010 год.
Бхакти Сундар Говинда Госвами родился в 1929 году в деревне Брахманпара, округ Бурдван, Западная Бенгалия, всего лишь в 10 километрах от места рождения своего будущего учителя. При рождении ему дали имя Дхарма Дас (санскр. "Слуга Дхармы"). Его семья принадлежала к брахманскому роду, отца звали Нитай Пада Дас Адхикари, он был известным профессиональным музыкантом, певцом и исполнителем на мриданге, руководителем группы киртана, мать также была инициированной вайшнави, её именем было Тарангини Деви.
В детстве Дхарма Дас посещал деревенскую школу, затем продолжил обучение в школе в Путсури. Но в то время возникла политическая напряжённость между Индией и будущим Пакистаном, так что его отец продал своё домовладение в Брахманпаре и по приглашению шурина купил дом в Рангпуре, куда вся семья и переехала. После смерти отца в 1943 году семья вернулась в Брахманпару.
Дхарма Дасу пришлось заботиться о поддержании семьи. С этой целью он попытался получить профессию врача, устроившись на обучение в местную больницу (по общепринятому тогда правилу, проучившись пять-десять лет у врача, можно было самому стать врачом).
Однако в 1947 году он встретился с проповедниками Шри Чайтанья Сарасват Матха и стал учеником Шридхары Госвами, получив имя Шри Гоуренду Брахмачари. Тот, видя духовные качества юноши, уже в первые дни после прихода определил его как своего будущего преемника и назначил секретарём миссии.
16 ноября 1985 года Шридхара Госвами посвятил его в санньясу, дав имя Шри Бхакти Сундар Говинда, и официально зарегистрировал акт о порядке наследования, доверив ему пост ачарьи-президента Шри Чайтанья Сарасват Матха. Также после этого до самой своей смерти Шридхара Госвами уже не принимал к себе учеников, действуя только как риттвик (уполномоченный представитель) Говинды Госвами.
За время своего руководства Говинда Госвами при помощи своих учеников и доброжелателей основал более 100 матхов в разных странах. С 1992 года Говинда Госвами неустанно путешествовал по всему миру, проповедуя гаудия-вайшнавизм. Он совершил 24 заграничных тура, неоднократно посещал и Россию.

## Книги
Написанные самим Говиндой Госвами
- Божественная весть
- Бхагават Даршан

Составленные на основе бесед и лекций
- Шри Гуру Шикша
- Божественный слуга
- Божественное руководство
- Любовь и мудрость
- Уроки религии
- Размышления к Золотому Юбилею
- Голос Шри Чайтаньядева
- Богатство слуги Божественного мира